# Qixian (köpinghuvudort i Kina, Zhejiang)
Qixian är en köpinghuvudort i Kina. Den ligger i provinsen Zhejiang, i den östra delen av landet, omkring 38 kilometer öster om provinshuvudstaden Hangzhou. Antalet invånare är 83 978. Befolkningen består av 40 446 kvinnor och 43 532 män. Barn under 15 år utgör 13,0 %, vuxna 15-64 år 79 %, och äldre över 65 år 6,0 %.
Runt Qixian är det mycket tätbefolkat, med 7 216 invånare per kvadratkilometer. Närmaste större samhälle är Shaoxing, 13,9 km söder om Qixian. Runt Qixian är det i huvudsak tätbebyggt.
Genomsnittlig årsnederbörd är 1 912 millimeter. Den regnigaste månaden är juni, med i genomsnitt 316 mm nederbörd, och den torraste är november, med 74 mm nederbörd.